# Enicospilus luquillo
Enicospilus luquillo là một loài tò vò trong họ Ichneumonidae.